# Philosophical Transactions
La Philosophical Transactions of the Royal Society (Phil. Trans.) és una revista científica publicada per la Royal Society de Londres. Es va iniciar l'any 1665, sent la primera revista del món exclusivament dedicada a la ciència, i ha continuat publicant-se des d'aleshores sent la revista científica de més llarga vida del món. La revista francesa Journal des sçavans és una mica anterior però a més de ciència contenia també molt material no científic. L'ús del terme "philosophical" en el seu títol deriva de la frase filosofia natural "natural philosophy", la qual és l'equivalent al que actualment se'n diu genèricament "ciència".

## Història
El primer número aparegué el 6 de març de 1665. Va ser editat i publicat pel primer secretari de la Royal Society, Henry Oldenburg. La Royal Society s'havia fundat uns sis anys abans. Oldenburg la publicà a expenses seves i podent gaudir dels beneficis econòmics però, mentre ell visqué, va tenir poc èxit financer. Al llarg dels segles, molts científics importants van publicar els seus descobriments en aquesta revista, entre ells, Isaac Newton, James Clerk Maxwell, Michael Faraday i Charles Darwin. El 1672, la revista publicà la primera obra escrita de Newton, New Theory about Light and Colours.

## En l'actualitat
L'any 1887 la revistà s'expandí i dividí en dues publicacions separades, una dedicada a les ciències físiques (Philosophical Transactions of the Royal Society A: Physical, Mathematical and Engineering Sciences) i l'altra centrada en les ciències biològiques (Philosophical Transactions of the Royal Society B: Biological Sciences).